# Jednolita konwencja o środkach odurzających
Jednolita konwencja o środkach odurzających z 1961 roku (wraz z poprawką z 1972 roku) – umowa międzynarodowa, zawarta w celu ograniczenia dostępu do przetworów konopi (marihuana, haszysz itp.), kokainy (wraz z innymi estrami ekgoniny) i narkotyków opioidowych (morfina, heroina, kodeina itp.) w celach pozamedycznych. Zgodnie z wymogami art. 41 weszła w życie 30 dni po przystąpieniu bądź ratyfikacji przez 40 państw, co nastąpiło 13 grudnia 1964 r. 
Depozytariuszem jest Sekretarz Generalny ONZ (art. 40). Jej stronami jest 186 państw. Język autentyczny: angielski, chiński, francuski, hiszpański i rosyjski (art. 40). Spory rozstrzyga Międzynarodowy Trybunał Sprawiedliwości, chyba że strony uzgodnią inny sposób (art. 48).
Środki objęte kontrolą klasyfikuje w czterech wykazach:
- Wykaz I zawiera wszystkie środki objęte konwencją z wyjątkiem środków w wykazie II
- Wykaz II zawiera kilka łagodniejszych opioidów (w tym kodeinę)
- Wykaz III zawiera preparaty niektórych środków w wykazach I i II objęte kontrolą złagodzoną (np. kodeina z paracetamolem)
- Wykaz IV to podzbiór wykazu I objęty kontrolą zaostrzoną, który uznano za nieposiadający zastosowania w leczeniu ludzi (w tym heroina, ale także marihuana, co budzi kontrowersje)

Wykazy są dostępne na "żółtej liście" Międzynarodowego Organu Kontroli Środków Odurzających (International Narcotics Control Board).
Grupy I-N, II-N, III-N i IV-N na polskim Wykazie środków odurzających i substancji psychotropowych odpowiadają wspomnianym wykazom konwencji. Polski wykaz zawiera dodatkowo 16 roślin (zdelegalizowanych w 2009 roku w ramach "wojny z dopalaczami") oraz syntetyczne kannabinoidy (AM-694, CP 47,497 wraz z homologami, HU-210, RCS-4 oraz kilkanaście związków odkrytych przez Johna W. Huffmana, których oznaczenia zaczynają się akronimem JWH). Wszystkie te środki dopisano do grupy I-N. Brakuje tam natomiast maślanu dioksafetylu i oripawiny, które są w wykazie I Konwencji. Grupa III-N jest napisana od nowa, a grupa IV-N nie obejmuje alfa-metylotiofentanylu (który jest jedynie w I-N). (Stan na maj 2013).